# Heugebläse

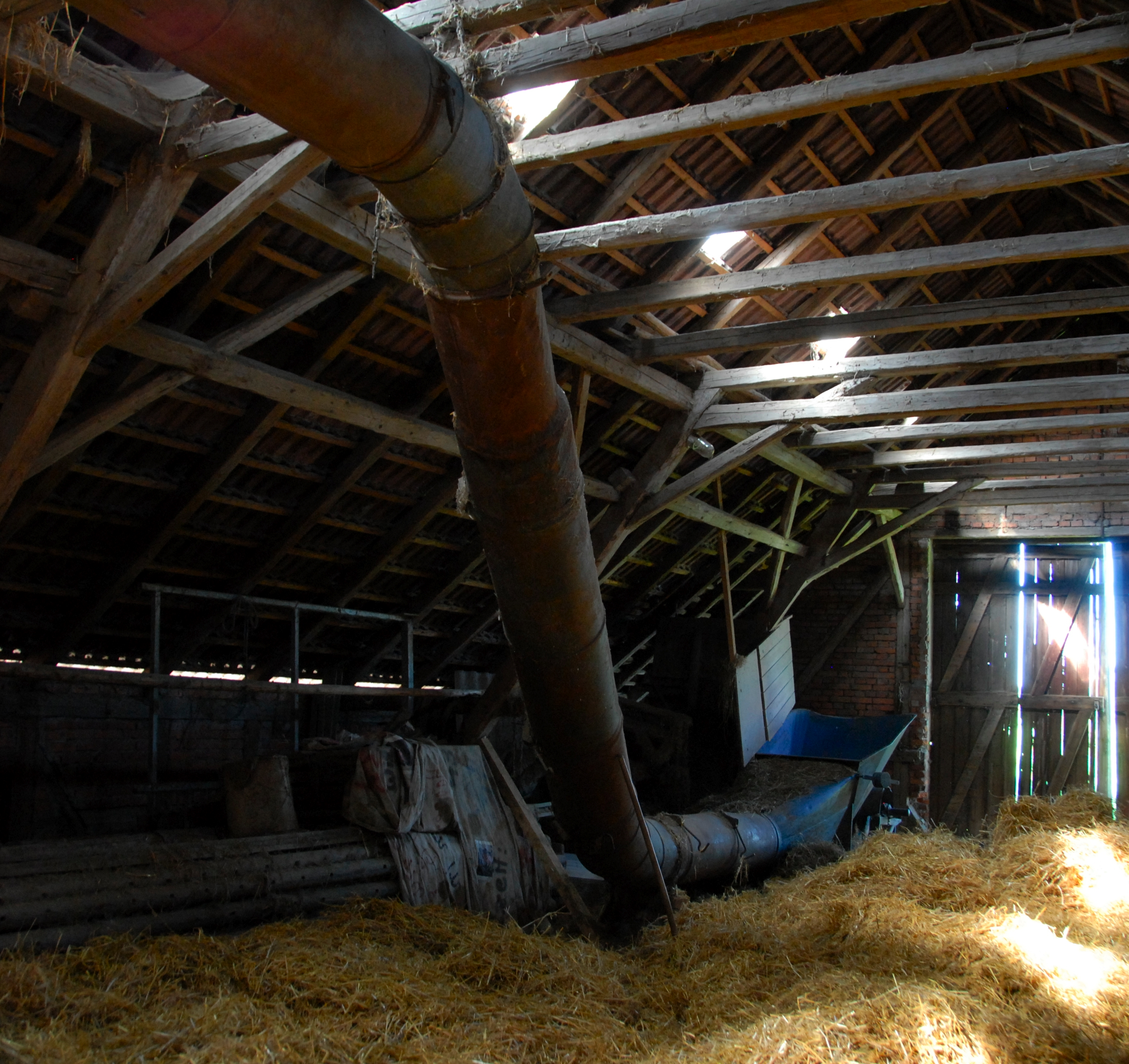
Heugebläse nach dem Injektorprinzip mit abgehenden Rohren

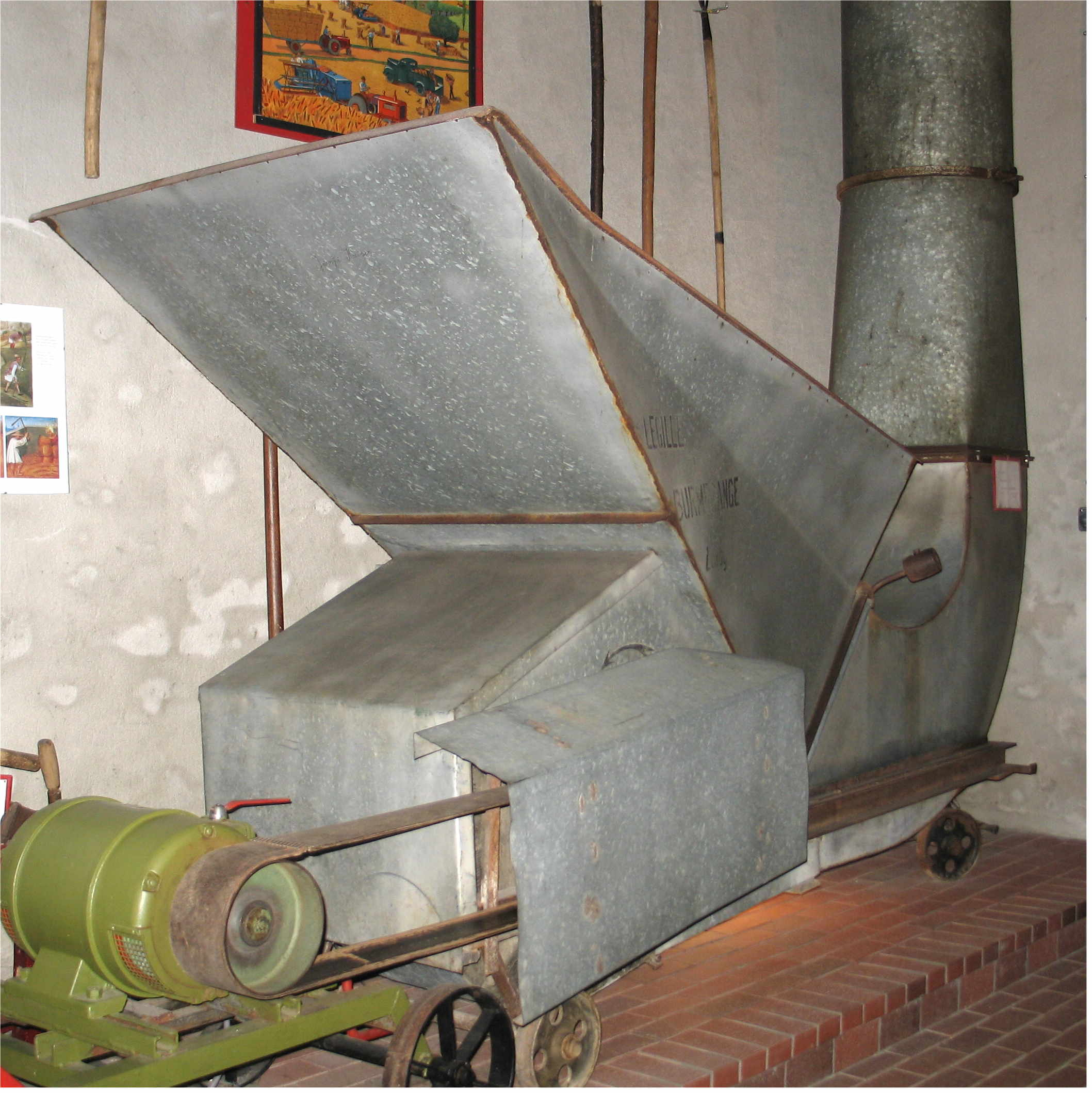
Heugebläse

Das Heugebläse, auch Schaufelradförderer oder Heuwurfgebläse genannt, ist ein landwirtschaftliches Gerät, das zum Fördern von Dürrgut, besonders Heu und Stroh dient.

## Aufbau und Funktionsweise

### Flügelrad
Diese Heugebläse besitzen ein Flügelrad mit meistens 4 Flügeln. Es läuft mit horizontaler Achse in einem Gehäuse, das einen radialen oder tangentialen Auslass von ca. 40 bis 50 cm zum Anschluss von Rohren besitzt. Der Einlass befindet sich an der Stirnseite. Angetrieben wird das Flügelrad durch einen 6 bis 15 PS Drehstrommotor. Durch die Drehbewegung der Flügel wird das Dürrgut nach außen geschleudert und mit Hilfe des entstehenden Luftstromes durch den Auslass mittels der Rohre zur gewünschten Stelle befördert.

### Injektor
Heugebläse nach dem Injektorprinzip arbeiten wie eine Strahlpumpe: ein Gebläse erzeugt einen Luftstrom, der unten in den Förderstrom injiziert wird. Dadurch entsteht am Eingabetrichter ein Unterdruck und das Heu wird vom Förderstrom mitgerissen bzw. fortgeblasen, ohne das Gebläse zu passieren. Diese Art von Fördergebläsen eignet sich zum Transport verschiedener Güter (auch Getreideförderer werden angeboten) und ist kaum störanfällig.

## Einsatzgebiete
Zu Beginn der 1930er Jahre begann der Aufstieg dieser Transportform in der Futtereinlagerung in der Landwirtschaft. Benutzt wurde das Gebläse für den Abtransport des Strohs von der Dreschmaschine und der Einlagerung von Heu in die Scheune bzw. den Heuboden. Die Entwicklung des Ladewagens anfangs der 1960er förderte den Einsatz solcher Gebläse. Fast auf jedem Betrieb war ein Heugebläse vorhanden. Die Beschickung des Gebläses geschieht meistens mit der Heugabel. Heugebläse haben in der weiter mechanisierten Landwirtschaft weniger Bedeutung, da Ballen- und Rollenpressen das Heu auf dem Feld kompaktieren und so auch die Lagerung vereinfachen.
Fördergebläse werden in der Landwirtschaft auch und weiterhin zum Transport von Häcksel, Spreu und Körnern verwendet.